# سعيد أباد (تشالدران)
سعيد أباد (بالفارسية: سعیدآباد) هي قرية تقع في أذربيجان الغربية في إيران. يقدر عدد سكانها بـ 57 نسمة بحسب إحصاء 2016.